# Mẹ hiền vợ tốt
Mẹ hiền vợ tốt hoặc lương thê hiền mẫu (Nhật: 良妻賢母 Hepburn: ryōsai kenbo, tiếng Trung: 賢妻良母/賢母良妻; bính âm: xián qī liáng mù/xián mù liáng qī) là một thành ngữ bốn chữ (yojijukugo), bắt nguồn từ vai trò truyền thống lý tưởng hóa đối với phụ nữ do Nakamura Masanao đề xướng vào năm 1875.. Mẹ hiền vợ tốt đại diện cho phụ nữ lý tưởng ở khu vực Đông Á như Nhật Bản, Trung Quốc, Hàn Quốc vào cuối những năm 1800 và đầu những năm 1900, tiếp tục ảnh hưởng cho đến thời điểm hiện đại. Phụ nữ được kỳ vọng sẽ thành thạo các kỹ năng nữ công gia chánh như may vá hay nấu ăn, cũng như phát triển kỹ năng đạo đức và trí tuệ để nuôi dạy những đứa con trai mạnh mẽ và thông minh vì lợi ích quốc gia. Thai nghén được coi là một nghĩa vụ chủ nghĩa yêu nước và mặc dù triết lý này tại Nhật Bản đã bị từ bỏ sau chiến tranh thế giới thứ hai nhưng các nhà sử học nữ quyền cho rằng "mẹ hiền vợ tốt" vẫn tồn tại trong Nhật Bản đương đại giống như thập niên 1980.

## Nhật Bản
Thành ngữ "Mẹ hiền vợ tốt" đã xuất hiện vào nửa sau thời kỳ Minh Trị thuộc cuối thế kỷ 19. Trong chiến tranh thế giới thứ hai, thành ngữ được dùng để thúc đẩy các chính sách bảo thủ, chủ nghĩa dân tộc, quân phiệt và giúp một nền kinh tế chủ nghĩa tư bản đang trên đà phát triển. Từ cuối thập niên 1890 đến kết thúc chiến tranh thế giới thứ hai, thành ngữ này ngày càng trở nên phổ biến trên các phương tiện truyền thông đại chúng, xuất hiện ở cấp độ cao hơn trong các trường nữ sinh công lập và tư thục. Trong thập niên 1890, "mẹ hiền vợ tốt" chỉ được dạy trong một cấp độ cao hơn dành cho những cô gái ưu tú hoặc thượng lưu. Thành ngữ "mẹ hiền vợ tốt" được đưa vào chương trình giảng dạy trong các trường tiểu học khi bản sửa đổi của sách giáo khoa đạo đức phát hành vào năm 1911.
Phụ nữ được dạy để đáp ứng vai trò "mẹ hiền vợ tốt" vì chủ nghĩa dân tộc, Đế quốc Nhật Bản muốn ngăn chặn cuộc xâm lược của phương Tây. Khi các nước phương Tây đang cải thiện các quyền xã hội của phụ nữ như quyền bầu cử thì Nhật Bản mới chỉ bắt đầu đối diện với các phong trào phụ nữ. Nhật Bản đã cố gắng củng cố vai trò của người phụ nữ và kiểm soát các phong trào xã hội mới thông qua giáo dục quy tắc và cấm các quyền chính trị và xã hội.